# Кастенедоло
Кастенедоло (итал. Castenedolo, ломб. Castinìdol / Castignìdol) — коммуна в Италии, в провинции Брешиа области Ломбардия.
Население составляет 9961 человек (на 2004 г.), плотность населения составляет 356 чел./км². Занимает площадь 26 км². Почтовый индекс — 25014. Телефонный код — 030.
Покровителем населённого пункта считается святой апостол Варфоломей. Праздник ежегодно празднуется 24 августа.

## Города-побратимы
- Градачац, Босния и Герцеговина